# My World (album Avril Lavigne)
My World – pierwszy album koncertowy Avril Lavigne wydany w 2003 roku.

## Zawartość

### DVD
1. Try To Shut Me Up Tour (koncert w Bufallo, w Nowym Jorku) 68:35
2. Avril's Cut (za kulisami) 38:51
3. Outtakes 2:17 (galeria zdjęć)

### 5 teledysków
1. "Complicated" 4:13
2. "I'm With You" 3:44
3. "Knockin' On Heaven's Door" 2:48
4. "Losing Grip" 3:54
5. "Sk8er Boi" 3:38

### CD
1. Fuel (na żywo z "MTV Icon")
2. Basketcase (na żywo z Dublina) [cover Green Day]
3. Unwanted (na żywo z Dublina)
4. Sk8er Boi (na żywo z Dublina)
5. Knockin' On Heaven's Door (na żywo z Bufallo)
6. Why (brytyjski B-side)